# Antocha multidentata
Antocha multidentata är en tvåvingeart som beskrevs av Alexander 1932. Antocha multidentata ingår i släktet Antocha och familjen småharkrankar. Inga underarter finns listade i Catalogue of Life.